# Белевич, Татьяна Георгиевна
Татьяна Георгиевна Белевич (17 августа 1949) — российская актриса, директор Русского духовного театра «Глас», заслуженная артистка Российской Федерации (1995).

## Биография
Родилась 17 августа 1949 года. В 1971 году окончила Высшее театральное училище имени М. С. Щепкина по специальности «Артистка драмы» (педагог — Г. Н. Дмитриев). Работала актрисой в Драматическом театре города Новомосковска, Московском областном ТЮЗе, Москонцерте. С 1990 года — актриса и режиссёр русского духовного театра «Глас».
Активно участвует в церковно-общественных форумах: Международных Рождественских образовательных чтениях, в рамках которых вместе с Н. С. Астаховым руководит семинаром «Православие, театр и кино» с участием режиссёров, сценаристов, актёров; во Всемирном русском народном соборе, в Оптинском форуме «Наследие России и духовный выбор российской интеллигенции», где вместе с Н. С. Астаховым возглавляет круглые столы, посвящённые современной культуре.
В марте 2022 года подписала обращение в поддержку военного вторжения России на Украину, позднее была внесена ФБК в список коррупционеров и разжигателей войны за поддержку агрессии России против Украины.

## Творческая деятельность
- Ванька, не зевай! (драматург Василий Шукшин) — актриса.
- Духовные очи (драматурги Сергей Нилус, Иван Шмелев) — режиссёр.
- За Русь святую — драматург (вместе с Никитой Астаховым).
- Крест-хранитель — драматург (вместе с Никитой Астаховым), актриса.
- Ревизор с развязкой (драматург Николай Гоголь) — актриса.
- Репетируем «Чайку» (драматург Антон Чехов) — актриса.
- Светлое воскресение — драматург (вместе с Никитой Астаховым), актриса.
- Это сам Христос-малютка — драматург (вместе с Никитой Астаховым).

## Роли в кино
- 2020 — Казанова — Людмила Михайловна, мать Полины
- 1990 — Последняя осень — эпизод
- 1989 — Хочу сделать признание | Хочу зробити зізнання — эпизод

## Награды
- Заслуженная артистка Российской Федерации (1995)[1].
- Орден святой равноапостольной княгини Ольги III степени[4].
- Серебряный крест (на II Всероссийском театральном фестивале «Голоса Истории Великой», Вологда, 1991 год) — за создание образа великой княгини Елисаветы Феодоровны.
- Премия благотворительного Фонда М. О. Мендоса-Бландона I степени — за высокопрофессиональное и яркое исполнение роли Аркадиной в спектакле А. П. Чехова «Репетируем „Чайку“».
- Звание «Почётный Деятель искусств города Москвы» (2004) — за вклад в православную культуру и в ознаменование 55-летия со дня рождения, а также 15-летия РДТ «Глас».
- Юбилейная Архиерейская грамота в честь 10-летия Кемеровской епархии;
- Золотой орден «Женщина мира» (17 февраля 2008 года, Зал церковных соборов Храма Христа Спасителя) — по случаю 20-летия театра и в связи с 40-летием творческой деятельности.